# Tefen-Skulpturengarten

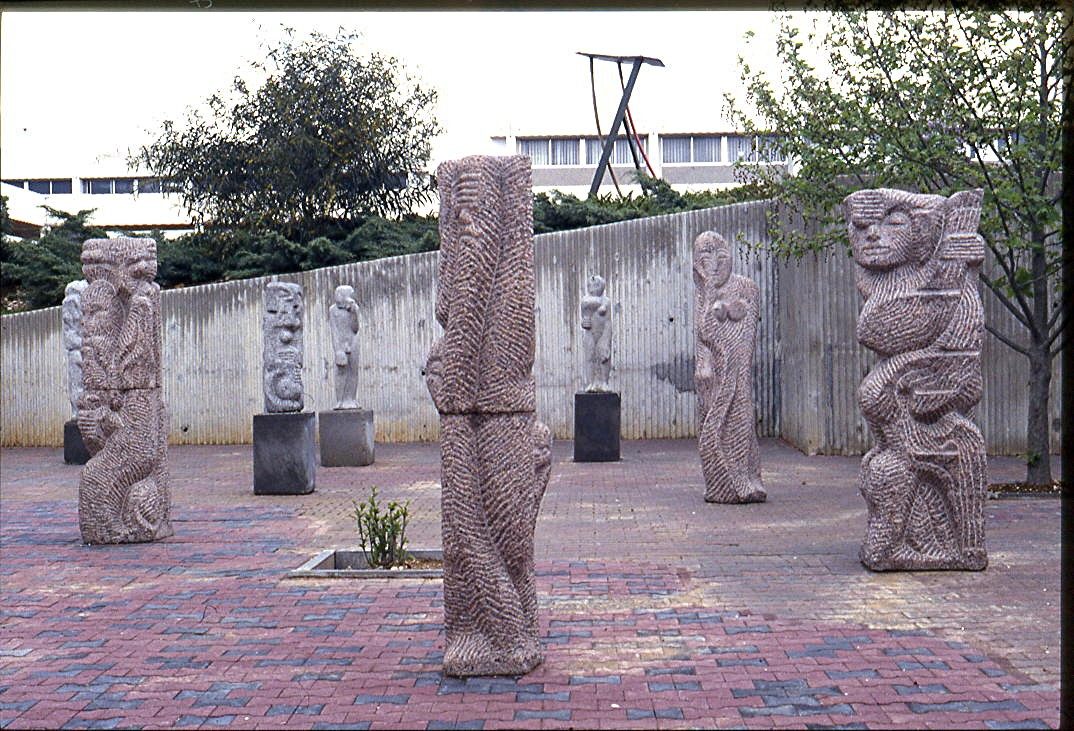
13 Skulpturen von Shlomo Selinger

Der Tefen-Skulpturengarten (hebräisch גַּן הַפְּסָלים בְּתֵּפֶן, translit.: gan ha-psalīm bə-Tefen) ist ein Teil des Tefen Open Museum (הַמּוּזֵיאוֹן הַפָּתוּחַ תֵּפֶן haMūzeyʾōn ha-Patūach Tefen) im Industriebezirk Migdal Tefen (מִגְדָּל תֵּפֶן), einem Industriegebiet mit kommunalem Status (מוֹעָצָה מְקוֹמִית תַּעֲשִׂיָּתִית mōʿatzah məqōmīt taʿasiyyatīt) zwischen Karmi’el und Maʿalot-Tarschiha in Galiläa im Nordbezirk von Israel.
Das Tefen Open Museum ist der kulturelle Teil des Tefen Industrial Park. Es handelt sich um ein Konzept, das im Jahre 1982 von dem Unternehmer und Philanthropen Stef Wertheimer umgesetzt wurde. Es besteht aus Museen, darunter das Museum des Deutschsprachigen Judentums, einer Galerie und einem Skulpturengarten.
Im Skulpturenpark sind mehr als 100 moderne Kunstwerke ausgestellt, die israelische Bildhauer seit dem Jahr 1920 schufen, darunter sind:
- Achiam
- Ilan Averbuch
- Ya'acov Dorchin
- Dov Feigin
- Michael Gross
- Menashe Kadishman
- Asaf Lifshitz
- Shlomo Selinger
- Yigal Tumarkin
- Micha Ullman

Zwei weitere Skulpturenparks der gleichen Konzeption sind in Israel angelegt, das Open Museum of Photography Tel-Hai mit dem Tel-Chai-Skulpturengarten in Tel Chai im Norden von Kirjat Schmona und das Open Museum of Omer mit dem Omer-Skulpturengarten in Omer in der Nähe von Beʾer Scheva im Süden Israels.

## Fotogalerie

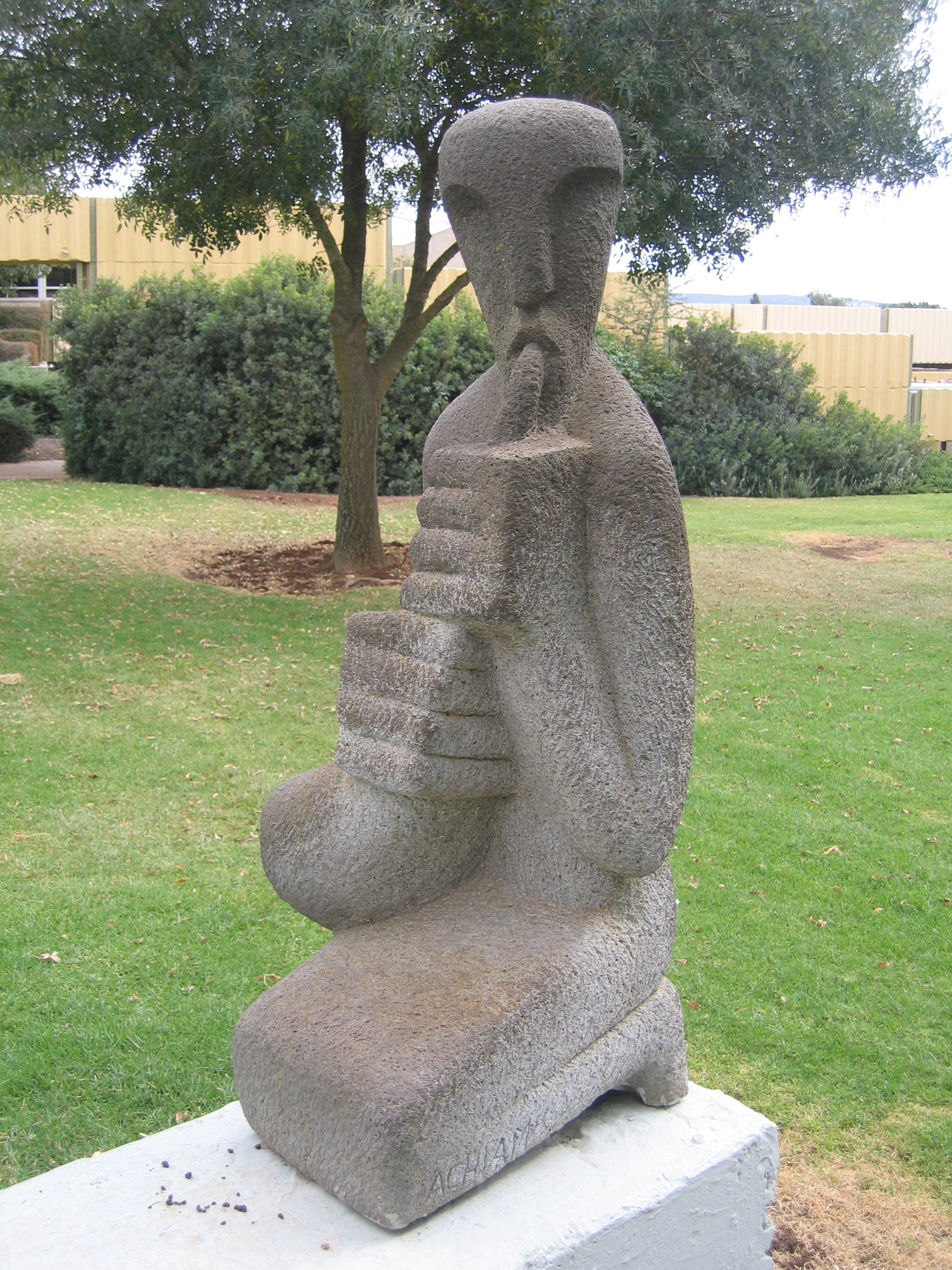
Achiam: Horn Player (1964)
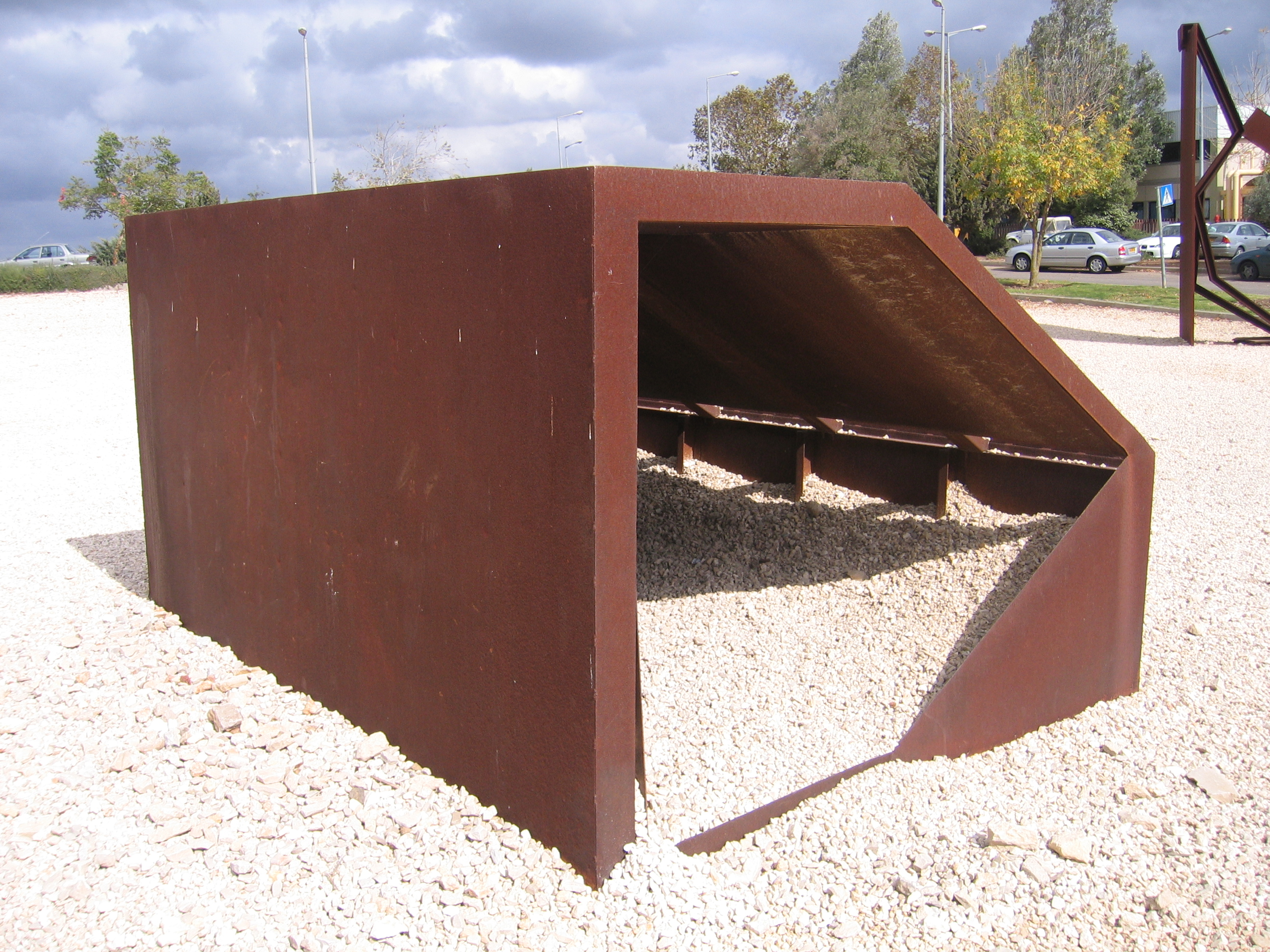
Micha Ullman: Havdalah (1988)
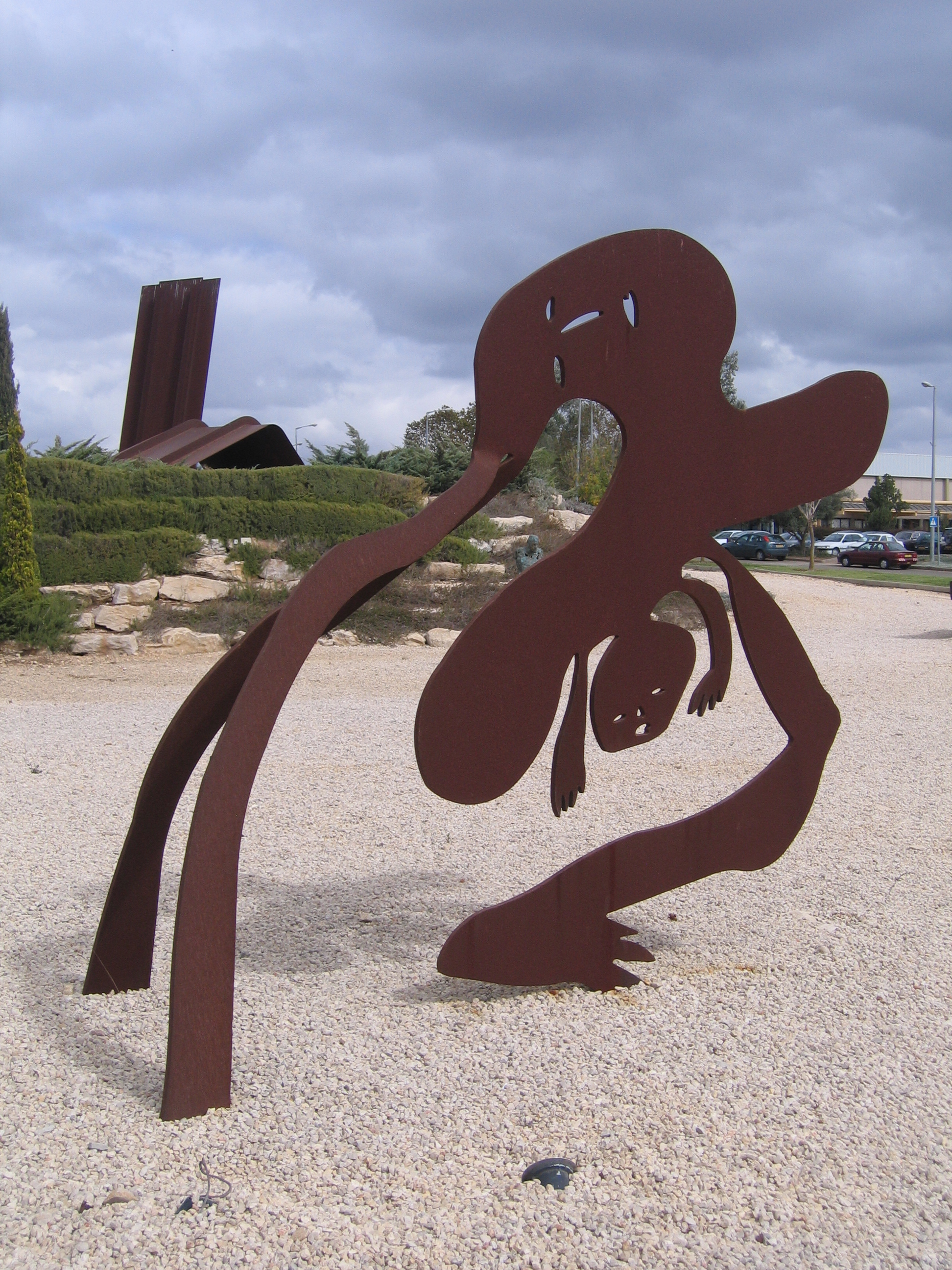
Menashe Kadishman: Birth (1989)
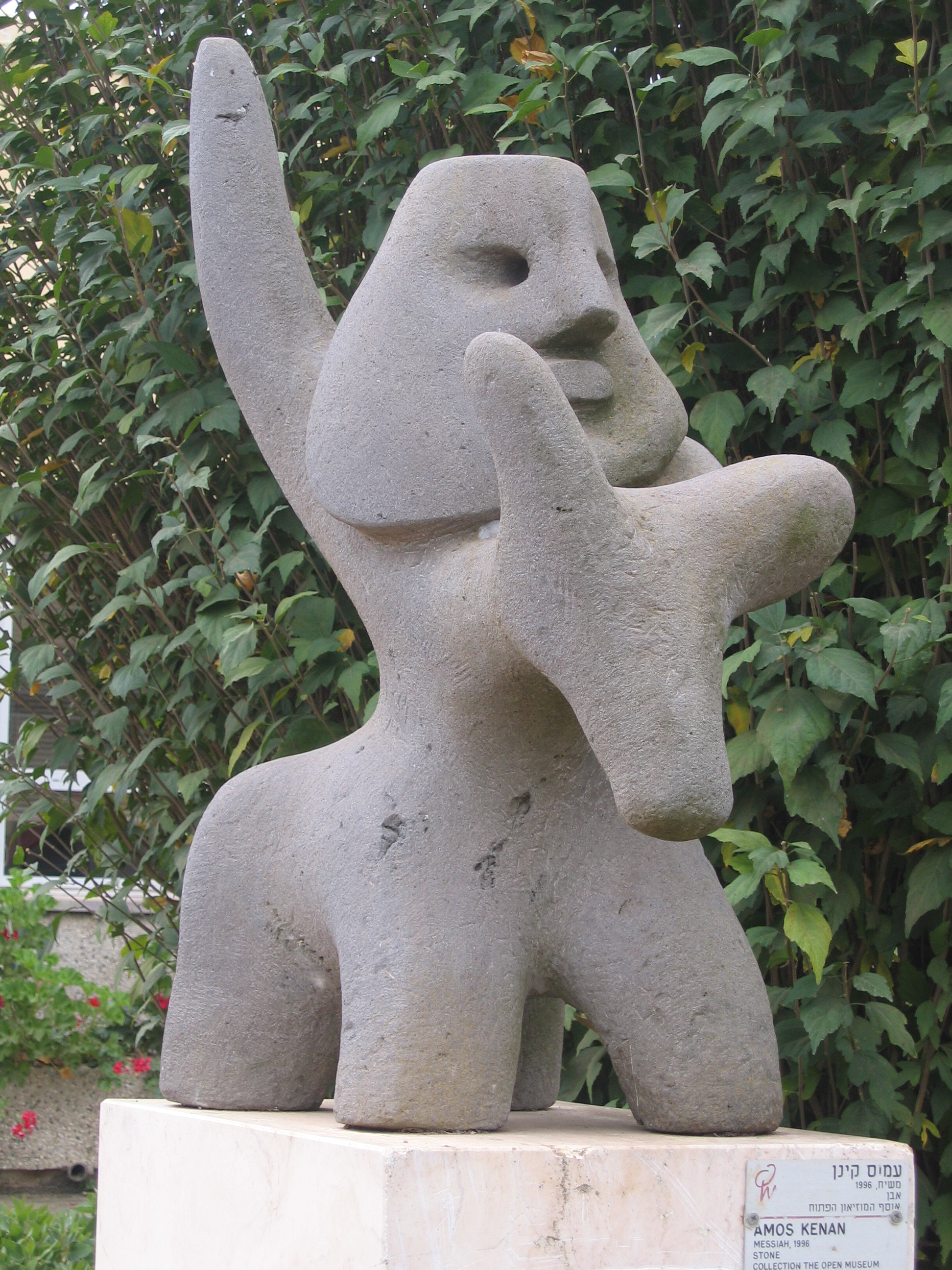
Amos Kenan: Messiah (1966)